# Eugenio de Torres
Eugenio de Torres fue un pianista español.

## Biografía
Natural de Sevilla, hizo sus estudios de música en aquella ciudad, al mismo tiempo que cursaba la carrera de Medicina; acabaría licenciándose en la Facultad de Cádiz. Devoto de autores como Schumann, Chopin, Mendelssohn, Scharwenka, Albéniz y Granados, ofreció numerosos recitales en diversas ciudades de España, incluida una tournée con el tenor también sevillano Luis Álvarez Udell.